# Tmarus planetarius
Tmarus planetarius là một loài nhện trong họ Thomisidae.
Loài này thuộc chi Tmarus. Tmarus planetarius được Eugène Simon miêu tả năm 1903.